# Operatore coulombiano
L'operatore coulombiano, che deve il suo nome a Charles Augustin de Coulomb, è un operatore quantomeccanico utilizzato nei calcoli di chimica quantistica per rendere conto dell'effetto dovuto all'interazione tra elettroni. Insieme con l'operatore di scambio è un termine che concorre alla formazione dell'operatore di Fock, nel metodo di Hartree-Fock.
Matematicamente, in relazione a due generici elettroni considerati, l'operatore è così definito:
{\displaystyle {\widehat {J}}_{j}(1)\chi (1)=\chi (1)\int {\left|\varphi _{j}(2)\right|}^{2}{\frac {1}{r_{12}}}\,dv_{2}}
dove
- {\displaystyle {\widehat {J}}_{j}(1)} è l'operatore di Coulomb che definisce la repulsione risultante dall'interazione con un elettrone j-esimo;
- {\displaystyle \operatorname {\chi } (1)} è la funzione d'onda associata all'elettrone sul quale si applica l'operatore coulombiano;
- {\displaystyle \operatorname {\phi } (2)} è la funzione d'onda associata all'elettrone j-esimo considerato nell'interazione;
- r1,2 è la distanza esistente tra i due elettroni.